# Austroagalloides maculata
Austroagalloides maculata  (лат.) — вид прыгающих насекомых рода Austroagalloides из семейства цикадок (Cicadellidae). Эндемик Австралии (встречаются только на юго-западе материка). Длина 5 мм. Скутеллюм оранжевый с чёрными отметинами. Брюшко и голова оранжевые. Встречаются на деревьях и кустарниках. Цилиндрической формы цикадки; голова короткая, округлённая. Макросетальная формула задних бёдер равна 2+0. Глаза крупные, так что голова вместе с глазами выглядит шире пронотума.